# Ako (Camerun)
Ako è un comune del Camerun, nel dipartimento di Donga-Mantung.